# Gorka Villar Bollaín
Gorka Villar Bollaín, més conegut com a Gorka Villar o Dr. Gorka Villar als països sud-americans (Bilbao, 21 de setembre de 1975), és un empresari i advocat especialitzat en dret del treball i dret de l'esport. Assessor legal de diferents organitzacions esportives relacionades amb el futbol i exassessor i exdirector general de la Confederació Sud-americana de Futbol (CONMEBOL). Va ser detingut, el juliol de 2017, en el cas de corrupció conegut com a Operació Soule i està en llibertat sota fiança de 150.000 euros.
Gorka Villar també és conegut per ser fill de l'expresident de la Reial Federació Espanyola de Futbol (RFEF), Angel Maria Villar, que també està en llibertat sota fiança de 300.000 euros com a principal acusat en el mateix cas de corrupció.

## Trajectòria
Gorka Villar mai no ha ocupat cap càrrec a la RFEF, però la seva carrera com a advocat i empresari s'ha desenvolupat sempre amb l'ajut i protecció del seu progenitor que, des dels seus càrrecs a la RFEF i a la FIFA, ha facilitat que el seu fill accedís a càrrecs importants a la CONMEBOL o que l'empresa del seu fill, Sport Advisers, obtingués importants beneficis. Gorka Villar va ser el director de la campanya electoral del seu pare, Ángel Maria Villar, a la darrera reelecció a la presidència de la RFEF.

### Sport Advisers
El 2010, Gorka Villar va fundar Sport Advisers, empresa especialitzada en consultoria i assessorament jurídic en l'àmbit esportiu internacional. Té la seu a l'exclusiu carrer Serrano de Madrid i el mateix Gorka Villar és l'administrador únic de la companyia. Segons l'auto del jutge de l'operació Soule, l'empresa Sport Advisers va ser la principal beneficiària dels excessos comesos per Ángel Maria Villar en l'administració del patrimoni i els recursos de la RFEF.

### Confederació Sud-americana de Futbol
El 2011, Gorka Villar va començar a treballar per la Confederació Sud-americana de Futbol (CONMEBOL), primer en qualitat d'assessor i, el 2014, com a director general. El president de la CONMEBOL i vicepresident de la FIFA, Eugenio Figueredo, que va ser arrestat a Zúric (Suïssa) en el cas de corrupció conegut com a Cas Fifagate va declarar, davant les autoritats judicials uruguaianes, sobre les pràctiques corruptes que esquitxaven a desenes de dirigents esportius, Gorka Villar entre ells. El 2013, Gorka Villar va ser acusat d'extorsió per set clubs uruguaians que denunciaven la venda a la baixa dels drets audiovisuals de la Copa Libertadores i la Copa Sud-americana. Gorka Villar va tenir el suport del seu pare, Ángel Maria Villar, que aleshores també era vicepresident de la FIFA, per pressionar als clubs a retirar les denúncies.

### Operació Soule
Es coneix com a Operación Soule la investigació dirigida pel magistrat de l'Audiència Nacional, Santiago Pedraz Gómez, contra el president de la RFEF, Ángel Maria Villar, i el seu fill, Gorka Villar, per presumpta corrupció. El soule era un esport de pilota que té el seu origen al segle xii i és considerat un antecedent del futbol i del rugbi. Segons l'auto del jutge Pedraz, Gorka Villar era un gestor a l'ombra que, sense ostentar cap càrrec, tenia un cert control de la Federació, disposava de mitjans humans i materials, prenia part en les relacions internacionals de l'entitat i participava en l'organització de partits amistosos de la selecció espanyola. De les converses telefòniques intervingudes entre Gorka Villar i Angel Maria Villar, es deduïa la decisiva intervenció de Gorka Villar en la preparació de documents sobre diversos temes i en el disseny dels òrgans directius de la RFEF.
Per ordre del jutge Pedraz, el dia 20 de juliol de 2017 va ingressar, juntament amb el seu pare, a la presó de Soto del Real de manera incondicional i provisional en entendre el magistrat de l'Audiència Nacional que existia un risc d'obstrucció a la justícia, a banda de la gravetat dels delictes que havia comès presumptament. El dia 1 d'agost de 2017, va ser posat en llibertat sota fiança de 150.000 euros. A finals de març de 2023, l'operació Soule continuava en fase d'instrucció.